# 布萊克霍克縣 (愛阿華州)
布萊克霍克縣（英語：Black Hawk County）是位於美國愛荷華州東北部的一個縣。面積1,481平方公里。根据美國2000年人口普查，共有人口128,012人。縣治滑鐵盧。
成立於1843年2月17日，縣政府成立於1853年8月17日。縣名紀念黑鷹戰爭的領導者布萊克霍克。